# Blepharodon glaucescens
Blepharodon glaucescens är en oleanderväxtart som först beskrevs av Joseph Decaisne, och fick sitt nu gällande namn av Fontella. Blepharodon glaucescens ingår i släktet Blepharodon och familjen oleanderväxter. Inga underarter finns listade i Catalogue of Life.